# Resultados do Carnaval de Porto Alegre em 1997
Resultados do Carnaval de Porto Alegre em 1997. O grupo especial foi vencido pela escola Imperadores do Samba que apresentou o enredo, Imperadores - Século XXI.

## Grupo Especial
| Colocação | Escola                        | Pontos | Nota      | Ref.  |
| --------- | ----------------------------- | ------ | --------- | ----- |
| 1º        | Imperadores do Samba          | 180    |           | [ 1 ] |
| 2º        | Bambas da Orgia               | 176    |           | [ 1 ] |
| 3º        | Imperatriz Dona Leopoldina    | 175    |           | [ 1 ] |
| 4º        | Estado Maior da Restinga      | 166    |           | [ 1 ] |
| 5º        | Filhos da Candinha            | 160    |           | [ 1 ] |
| 6º        | Estação Primeira da Figueira  | 157    |           | [ 1 ] |
| 7º        | Mocidade da Lomba do Pinheiro | 156    |           | [ 1 ] |
| 8º        | Império da Zona Norte         | 145,5  | Rebaixada | [ 1 ] |
| 9º        | União da Tinga                | 119,5  | Rebaixada | [ 1 ] |

## Grupo A
| Colocação | Escola                          | Pontos | Nota      | Ref.  |
| --------- | ------------------------------- | ------ | --------- | ----- |
| 1º        | Academia de Samba Praiana       | 175    | Promovida | [ 1 ] |
| 2º        | Acadêmicos de Gravataí          | 170    | Promovida | [ 1 ] |
| 3º        | Integração do Areal da Baronesa | 167,5  |           | [ 1 ] |
| 4º        | União da Vila do IAPI           | 165    |           | [ 1 ] |
| 5º        | Unidos do Guajuviras            | 163    |           | [ 1 ] |
| 6º        | Embaixadores do Ritmo           | 151    |           | [ 1 ] |
| 7º        | Acadêmicos da Orgia             | 133    |           | [ 1 ] |
| 8º        | Fidalgos e Aristocratas         | 133    | Rebaixada | [ 1 ] |
| 9º        | Realeza                         | 123    | Rebaixada | [ 1 ] |

## Grupo B
| Colocação | Escola                        | Pontos | Nota            | Ref.  |
| --------- | ----------------------------- | ------ | --------------- | ----- |
| 1º        | Unidos de Vila Isabel         | 172    | Promovida       | [ 1 ] |
| 2º        | Diplomatas de Alvorada        | 146    | Promovida       | [ 1 ] |
| 3º        | Os Astros de Alvorada         | 145,5  |                 | [ 1 ] |
| 4º        | Real Academia de Samba        | 144,5  |                 | [ 1 ] |
| 5º        | Unidos da Zona Norte          | 141    |                 | [ 1 ] |
| 6º        | Unidos da Vila Mapa           | 138,5  |                 | [ 1 ] |
| 7º        | Copacabana                    | 130,5  |                 | [ 1 ] |
| 8º        | Garotos da Orgia              | 125    | Rebaixada       | [ 1 ] |
| 9º        | Protegidos da Princesa Isabel | *      | Desclassificada | [ 1 ] |

## Grupo de Acesso
| Colocação | Escola              | Nota      | Ref.  |
| --------- | ------------------- | --------- | ----- |
| 1º        | Império do Sol      | Promovida | [ 3 ] |
| 2º        | Academia Samba Puro | Promovida | [ 4 ] |

## Tribos
| Colocação | Tribo        | Pontos | Ref.  |
| --------- | ------------ | ------ | ----- |
| 1º        | Os Comanches | 171    | [ 1 ] |
| 2º        | Os Tapuias   | 137    | [ 1 ] |
| 3º        | Guaianazes   | 136    | [ 1 ] |